# Poliziotto o canaglia
Poliziotto o canaglia (Flic ou voyou) è un film del 1979, diretto da Georges Lautner.

## Trama
Una città della Costa Azzurra è martellata dalla criminalità, guidata da due boss locali, Theodore Musard e Achille Volfoni: la scintilla tra malavita e forze dell'ordine scatta quando un alto membro della polizia viene ucciso da dei sicari. L'ispettore Massard decide di adottare le maniere forti: manda un infiltrato tra le file della malavita, un noto agente, dai metodi spicci e dal grilletto facile, di nome Stanislas Borovitz.